# Jacek Koprowicz
Jacek Stefan Koprowicz (ur. 3 listopada 1947 w Łodzi) – polski reżyser filmowy oraz teatralny i scenarzysta.

## Życiorys
Syn Józefa Koprowicza, operatora dźwięku filmowego. Absolwent Uniwersytetu Łódzkiego (1970, Katedra Mediów i Kultury Audiowizualnej, Zakład Historii i Teorii Filmu) oraz PWSFTviT w Łodzi – wydziału operatorskiego (1976) oraz wydział reżyserii (1979).
Debiutował w 1983 roku Przeznaczeniem – kontrowersyjną biografią poety Kazimierza Przerwy-Tetmajera. Film dwa lata czekał na premierę, m.in. ze względu na protesty rodziny pisarza. Najsłynniejszym filmem Koprowicza jest Medium (1985), za który w 1986 otrzymał nagrodę za najlepszy scenariusz oryginalny na festiwalu MystFest w Cattolica (Włochy). Nominowany do nagrody na festiwalu Fantasporto w 1990 za Alchemika.
Reżyseruje również teatralne spektakle telewizyjne (m.in. U progu jesieni, Łowca jasnowidzów), jest autorem sztuki Love me tender. Z zamiłowania fotograf, pasjonuje się parapsychologią.
Autor książki pt. „Otchłań”, która jest beletrystyczną opowieścią o katastrofie łodzi na jeziorze Gardno w 1948.
W 2023 został odznaczony Srebrnym Krzyżem Zasługi.

## Filmografia
- 2009 – Mistyfikacja – reżyseria
- 2005 – Ewa paliła Camele – scenariusz
- 1988 – Alchemik Sendivius – reżyseria, scenariusz (serial TV)
- 1988 – Alchemik[1] – reżyseria, scenariusz,
- 1985 – Medium[1] – reżyseria, scenariusz,
- 1983 – Przeznaczenie[1] – reżyseria, scenariusz,
- 1980 – Rycerz – drugi reżyser reżyser,
- 1978 – Życie na gorąco – współpraca reżyserska (odcinki: 1, 3, 5, 9),
- 1978 – Zmory – współpraca reżyserska,
- 1975 – W te dni przedwiosenne – współpraca reżyserska,